# Климова, Ирина Борисовна
Ирина Борисовна Климова (род. 19 января 1952 года, Киев) — советская и украинская художница и искусствовед, музейный работник, директор музея Шолом-Алейхема (с 2008 года). Автор статей по темам изобразительного искусства и творчества еврейских художников Украины. Участница многих советских, украинских и зарубежных выставок. Работала членом редколлегии альманаха Института иудаики «Егупец». Её художественные произведения хранятся в следующих организациях: Национальный художественный музей Украины, галерея «RA» (Киев), галерея «Тадзио», Хасидский музей искусств (Нью-Йорк, США), галерея «Баттерфляй» (Нью-Джерси, США).

## Биография
Ирина Борисовна Климова родилась 19 января 1952 года в Киеве в семье потомственных коренных киевлян.
С 1976 года работает в области промышленной графики, участвуя во многих отечественных и зарубежных выставках. Была участницей многочисленных культурных проектов и инициатив. Руководила программой «Агада» в Институте иудаики. Является ведущей разработчицей концепции экспозиции Музея еврейской и израильской истории и культуры в Галицкой синагоге в Киеве. Руководила образовательной программой «Страницы еврейской истории и культуры». Вела курс «Еврейское изобразительное искусство» для студентов из ВУЗов стран СНГ. Разработала дизайн серии плакатов для выставки «Голодомор, Холокост, ГУЛАГ — три трагедии на украинской земле». Придумала ряд серий еврейских художественных календарей. Работала консультанткой для документального фильма «Назови свое имя по буквам».
С 2008 года работает директором Музея Шолом-Алейхема при Музее истории Киева. Проводит многочисленные выставки в музее (более 70), музыкально-литературные вечера, читает лекции.

## Персональные выставки
- 1991 — Хасидский музей искусств, Нью-Йорк, США[2].
- 1991 — Республиканский Центр «Украинский дом»[2].
- 1996 — Киевский союз художников[2].
- 2002 — Галерея «Тадзио»[2].
- 2002 — Еврейский культурный центр «Кинор»[2].
- 2007 — «Галерея „36“»[2].

Кроме этого участница многочисленных групповых выставок на Украине, в США, Великобритании, Израиле.

## Избранные публикации
- Климова И. «Прекрасное недолговечно». В творчестве киевских художников Исаака и Розы Рабинович. // «Антиквар». — 2016. — № (99) 11.
- Климова И. «Отображение трагедии Бабьего Яра в изобразительном искусстве». // Научный сборник «Украинско-еврейская встреча» — Канада, 2016.
- Климова И. «Размышления о еврейской символике». Интервью с равом Зеев Мешковым // Альмнах «Изобразительное искусство». — Харьков, 2011.
- Климова И. «Пионер живописного цвета» // «Антиквар». — 2010. — № 7,8 (45).
- Климова И. «Прилетай, воробышек» // «Антиквар». — 2009. — № 10 (36) октябрь.
- Климова И. «Театр Олени Канаровської» // «Файн Арт». — 2009. — № 2-3(7-8).
- Климова И. «Запах субботы на всю неделю» // «Антиквар». — 2008. — № 9 (23). — С. 1003.
- Климова И. «Еврейский календарь» // «Антиквар». — 2008. — № 9 (23). — С. 102—107.
- Климова И. Еврейский календарь II Антиквар. — 2008. — № 9 (23).
- Климова И. Бсамим II. // Антиквар. — 2008. — № 9 (23).
- Климова И. Старинное искусство рейзеле II Антиквар. — 2008. — № 7-8 (21-22). — С. 112—116.
- Климова И. Стаття про художника Когана-Шаца Матвея Борисовича // «Файн Арт». — 2007.
- Климова И. «Старинное искусство рейзеле» // «Антиквар». — 2006. — № 7-8 (21-22). — С. 212—216.
- Климова И. «Если умру — сойду с ума…»: О скульпторе Исааке Иткинде // Єгупєць. — 2006. — № 16. — С. 420—436.
- Климова И. Скульптор Исаак Яковлевич Иткинд // Єврейське краєзнавство та колекціонування. — К.: Ін-т юдаїки, 2005. — С. 332—343.
- Горбачева И. Артиудаика в Национальном художественном музее Украины. Предисловие И. Климовой // Єгупєць. — 2004. — № 14. — С. 418—426.
- Климова И. Московский гость Гоша Ляховецкий // Єгупєць. — 2003. — № 11. — С. 427—428.
- Климова И. Лучик света у края бездны // Єгупєць. — 2002. — № 10. — С. 348—353.
- Климова И. Евреи в поисках синагоги // Еврейский обозреватель. — 2002. — № 13 (32).
- Климова И. О «Золотом аисте» // Еврейский обозреватель. — 2002. — № 12.
- Климова И. Рисуем людей // Еврейский обозреватель. — 2002. — № 11 (30).
- Климова И. Сны и реальность вечного жиденка // Еврейский обозреватель. — 2002. — № 10(29).
- Климова И. Встречайте — Туровский // Еврейский обозреватель. — 2002. — № 9 (28).
- Климова И. Прогулки 53-го года // Еврейский обозреватель. — 2002. — № 8 (27).
- Климова И. Иерусалим в старых картах // Еврейский обозреватель. — 2002. — № 7(26).
- Климова И. Две створки раковины // Еврейский обозреватель. — 2002. — № 6 (25).
- Климова И. Художник или фотограф // Еврейский обозреватель. — 2002. — № 4(23).
- Климова И. Двадцать лет спустя: О художнике Юлии Шейнисе // Єгупєць. — № 6. — К.: Ін-т юдаїки, 2000. — С. 346—355.
- Климова И. Ответы на вопросы импровизированного зрителя // Єгупєць. — № 5. — К.: Ін-т юдаїки, 1999. — С. 292—299.